# Liste von Automuseen in Lettland

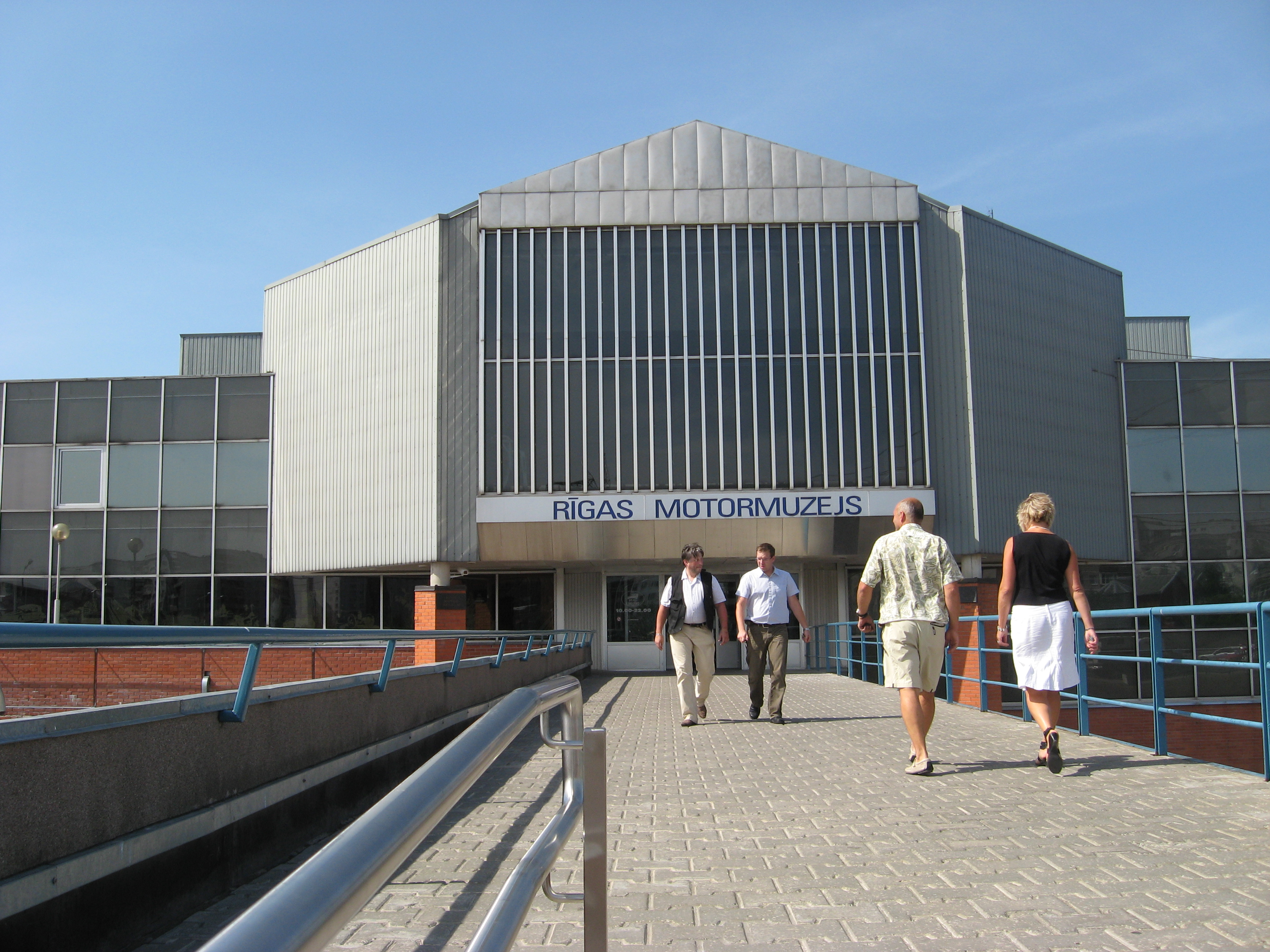
Rigaer Motormuseum in Riga

Diese Liste von Automuseen in Lettland listet Automuseen in Lettland auf. Darunter befinden sich große öffentliche Museen mit festen Öffnungszeiten ebenso wie kleine Privatsammlungen, die teilweise nur nach Vereinbarung geöffnet sind. Daneben gibt es Technikmuseen und andere Museen, die nebenbei ein paar Autos ausstellen.

## Aktuelle Museen
Die Tabelle ist absteigend nach der Anzahl der ausgestellten Personenkraftwagen sortiert, und bei gleicher Anzahl alphabetisch aufsteigend nach Ort. In der Spalte Stand ist das Jahr angegeben, auf das sich die Angaben Anzahl ausgestellter Pkw und Besondere Pkw beziehen. Die Auflistung in der Spalte Besonderheiten erfolgt alphabetisch.
| Name des Museums                 | Ort         | Beschreibung                            | Anzahl ausgestellter Pkw | Stand | Besondere Pkw |
| -------------------------------- | ----------- | --------------------------------------- | ------------------------ | ----- | --- |
| Rigaer Motormuseum               | Riga        | Autos und Motorräder                    | 76                       | 2024  | Auto Union Typ C/D, Bentley Mark VI, FN 2400, Ford-Vairogs Junior und V8, GAZ-13 Tschaika, GAZ-M1, Horch 853, Krastin 1903, Oscar 2003, Packard Eight 1934, Renault Viva Grand Sport, SAS-965, SMS SZA-M, ZIL-111, ZIL-112S, ZIS-101, ZIS-110 und ZIS-115 |
| Atpūtas Komplekss Miķelis        | Uzvara      | Autos und Motorräder                    | 56                       | 2024  | Chevrolet Independence, Ford-Vairogs V8, GAZ-13 Tschaika, GAZ-14 Tschaika, Maxwell 25, Packard Standard Eight 1930, SAS-968, Simca 5, SMS SZD, ZIL-117 und ZIS-110                                                                                        |
| Bauskas Motormuzejs              | Bauska      | Autos und Motorräder                    | 39                       | 2024  | Baltijas Džips 1995, Buick Special 41, Hanomag 1,3 Liter, Horch 830, LuAS, Oldsmobile Six F 28, SAS-965, Steyr 220 und ZIS-101 |
| Auto-moto ekspozīcija Draudzība  | Arlava      | Autos                                   | 25                       | 2024  | Isch-2125, Lada 2101, 2102, 2103, 2106, Niwa und Samara, LuAS-969, Moskwitsch-2140, RAF, SAS-968 und Tavria und Volvo 244 |
| Retro-Auto Muzejs                | Riga        | Autos                                   | 22                       | 2019  | Adler Trumpf, American La France, Audi 920, BMW 321 und 328, Ford Eifel, Horch 951, SMS SZA und Stoewer Greif Junior |
| Classic car & motorcycle garage  | Milzkalne   | Autos, Schwerpunkt aus den USA          | 12                       | 2024  | Buick Riviera, Serie 50 und Special Serie 40, Cadillac Eldorado und Fleetwood, Chevrolet Bel Air und Corvette C 3, Citroën 2 CV, Moskwitsch-408, Studebaker Champion und Velorex                                                                          |
| Retro auto kolekcija Pilsrundālē | Pilsrundāle | Autos                                   | 10                       | 2024  | EMW 340, SAS-965 und Steyr 220 |
| Latvijas Lauksaimniecības muzejs | Talsi       | Landwirtschaftsmuseum mit einigen Autos | 6                        | 2024  | LuAZ-967, Opel Olympia, SAS-965 und SMS SZD |

## Ehemalige Museen
Diese Tabelle umfasst Museen und museumsähnliche Sammlungen, die in der Vergangenheit alte Personenkraftwagen ausstellten. Die Tabelle ist alphabetisch nach Name sortiert. Einträge ohne Blaulink zum Museum bedürfen eines Belegs.
| Name des Museums           | Ort       | Beschreibung                                                                        |
| -------------------------- | --------- | ----------------------------------------------------------------------------------- |
| Latvijas ceļu muzejs       | Milzkalne | Straßenbaumuseum mit Nutzfahrzeugen, das in der Vergangenheit einen Pkw ausstellte. |
| Muzejs Tehnika no pagātnes | Ogre      | Automuseum, seit 2018 geschlossen.                                                  |